# Džun’iči Kóuči
Džun’iči Kóuči (japonsky 幸内純一, Kóuči Džun’iči; 15. září 1886 – 6. října 1970) byl japonský animátor a režisér, autor jednoho z prvních animovaných japonských filmů, kterým je Namakura gatana. Je považován za jednoho z otců anime.

## Dílo
- Namakura gatana (1917)[2]
- Čamebó kúkidžúno maki (1917)[1]
- Hanawa Hekonai kappa macuri (1917)[1]
- Eigaenzecu seidži no rinrika gotó šinpei (1926)